# Mike Hillenbrand

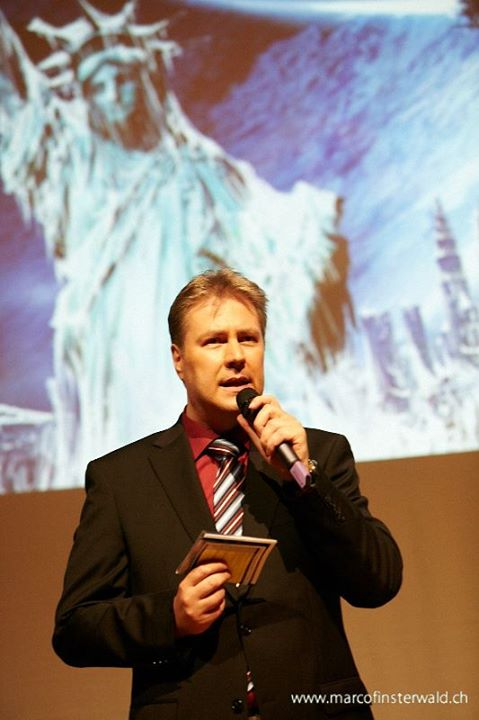
WorldCon 2012, Mike Hillenbrand

Mike Hillenbrand (* 4. Dezember 1972 in Essen) ist ein deutscher Unternehmer, Schriftsteller, Übersetzer und Verleger. Er zeichnet sowohl für den Science-Fiction- und Fantasy-Verlag in Farbe und Bunt als auch für das Corona Magazine verantwortlich und leitet die Firma speechmedia.
Er lebt in Mülheim an der Ruhr und ist Vater von zwei Söhnen.

## Unternehmensgründungen
Im Jahr 1999 konzipierte Hillenbrand mit Trekminds eines der ersten Internet-Radio-Formate in Deutschland. Im Oktober 1999 entwickelte sich daraus das Internet-Radio-Portal SF-Radio. Am 27. Juni 2000 gründete er mit Gleichgesinnten den Verein zur Förderung der Science-Fiction im Internet e. V. als Betreiber dieses Portals, aus dem später der SF-Radio e. V. wurde.
2002 konzipierte er das Internetfernsehen projekt-x.tv und produzierte und moderierte die ersten Sendungen.
Seit 2004 ist er Herausgeber und Chefredakteur des Corona Magazines.
Im Jahr 2007 baute Hillenbrand speechmedia auf, eine Firma, die sich mit digitaler Kommunikation beschäftigt. Als erster für die Spracherkennungssoftware Dragon NaturallySpeaking zertifizierter Trainer in Deutschland wurde die Firma 2009 als bester europäischer Spracherkennungsdienstleister für Dragon Medical im Gesundheitswesen von der Herstellerfirma Nuance Communications ausgezeichnet.
2009 gründete er den Verlag in Farbe und Bunt, der sich auf Fantasy- und Science-Fiction-Literatur spezialisiert.

## Veröffentlichungen
Als Sachbuch-Autor hat Hillenbrand bereits Werke im Compact Verlag und Heel Verlag herausgebracht und übersetzt.
Von 1999 bis 2007 hat er als Stammautor bei Amazon für rund ein halbes Dutzend Redaktionen diverse Bücher, Filme, Serien und Anwendungsprogramme rezensiert.
Weiters schrieb er für diverse Genre-Magazine im Print- und Online-Bereich, unter anderem Space View, Offizielles Star Trek-Magazin, Blockbuster, SF-Flash und andere.
Aktuell ist er als Autor für das Corona Magazine tätig.

## Sonstiges
In den Jahren 2001 bis 2004 produzierte Hillenbrand die offiziellen Dokumentarvideos für die FedCon, und im Jahr 2003 ebenfalls das der Ring*Con.
Anlässlich der Neuauflage des Star-Trek-Films übernahm er 2009 im Auftrag von Kabel eins die Redaktion der Sendung Beam Me Up - Die große Star Trek Show, worüber er in seinem Werk TREKminds – Nur der Himmel ist die Grenze (Was die Welt von Star Trek lernen kann) berichtet.
Neben seinen anderen Tätigkeiten ist er als Moderator präsent. Im Bereich der Phantastik moderierte er 2009, 2011, 2013 und 2014 zusammen mit Hermann Ritter die Verleihung des Deutschen Phantastik-Preises, sowie 2011 den dreitägigen Welt-Con 2011 zum 50. Geburtstag der Heftromanserie Perry Rhodan. Ebenso moderierte er die Space Days in den Jahren 2012 und 2014, diverse Panels auf den Conventions der letzten 15 Jahre und 2006 den Listen To The Universe-Lesungsabend in der Bochumer Sternwarte.

## Werke
- Mike Hillenbrand: Allgemeinbildung Geschichte & Politik. Compact Verlag, 2002, ISBN 3-8174-5451-1.
- Mike Hillenbrand und Thomas Höhl: Superhelden – Mit Abenteuern aus Smallville. Heel Verlag, Königswinter 2003, ISBN 3-89880-231-0.
- Mike Hillenbrand und Lars Klaaßen: Geschichte: Grundwissen. Compact Verlag, 2004, ISBN 3-8174-7509-8.
- Mike Hillenbrand und Thomas Höhl: Dies sind die Abenteuer... 40 Jahre Star Trek. Heel Verlag, Königswinter 2006, ISBN 3-89880-668-5.
- Mike Hillenbrand und Thomas Höhl: Star Trek in Deutschland: Wie Captain Kirk nach Deutschland kam. Heel Verlag, Königswinter 2008, ISBN 3-86852-006-6.
- Mike Hillenbrand und Christian Humberg: TREKminds – Nur der Himmel ist die Grenze (Was die Welt von Star Trek lernen kann). IFuB Verlag, Mülheim an der Ruhr 2011, ISBN 3-941864-00-9.

### Übersetzungen
- Michael Coren: J. R. R. Tolkien. Der Mann, der „Herr der Ringe“ erschuf. Heel Verlag, Königswinter 2001, ISBN 3-89880-038-5.
- David Mack: Star Trek – Vanguard: Der Vorbote. Cross Cult, Asperg 2008, ISBN 3-936480-91-5.

## Auszeichnungen
- Deutscher Phantastik Preis 2000 in der Kategorie „Beste Internetseite“ für www.sf-radio.de
- Deutscher Phantastik Preis 2001 in der Kategorie „Beste Internetseite“ für www.sf-radio.de
- ÄON-Preis für Kreativität 2001 für Pionierarbeit im Bereich Internetradio mit www.sf-radio.de
- Deutscher Phantastik Preis 2007 in der Kategorie „Bestes Sekundärwerk“: Mit Thomas Höhl für Dies sind die Abenteuer - 40 Jahre Star Trek (Heel)
- Deutscher Phantastik Preis 2009 in der Kategorie „Bestes Sekundärwerk“: Mit Thomas Höhl für Star Trek in Deutschland (Heel)